# يوسف مسرحي
 يوسف أحمد مسرحي (من مواليد 31 ديسمبر 1987 في نجران) هو رياضي سباقات المضمار والميدان من المملكة العربية السعودية وصاحب الرقم القياسي الآسيوي في سباق 400 متر، يلعب في نادي حطين السعودي بـمدينة صامطة في منطقة جازان جنوب المملكة، وهو مختص في سباقات 400 متر.
شارك بعدة سباقات في مجال 400 متر محققاً عدة ميداليات كان من أهمها الميدالية الذهبية في بطولة آسيا لألعاب القوى لعام 2013.
حقق ذهبية 400 متر في دورة الألعاب الآسيوية 2014. وحقق ذهبية 400 متر في دورة الألعاب الآسيوية 2023 التي اقيمت في هانغجو في الصين

## الرقم القياسي الآسيوي
حقق مسرحي أفضل توقيت له بزمن قدره 44.61 ثانية جاء هذا التوقيت ضمن بطولة العالم لألعاب القوى والتي أقيمت بالعاصمة الروسية موسكو في عام 2013. ثم عاد ليحطم رقمه السابق في 3 يوليو في لوزان عام 2014 مسجلا 44.43 ليكون الرقم القياسي الآسيوي الجديد، وعاد مرة أخرى لتحطيم هذا الرقم حيث حقق زمن قدره 43.93 في بطولة العالم لالعاب القوى التي أقيمت في بكين الصينية سنة 2015.

## الإنجازات
- ذهبية سباق 400 متر في دورة الالعاب الاسيوية 2023
- ذهبية سباق 400 متر في بطولة العالم العسكرية لألعاب القوى 2015 في كوريا الجنوبية.[5]
- المركز الأول في سباق 400 متر في بطولة جامايكا الدولية 2015.[6]
- ذهبية سباق 400 متر في دورة الألعاب الآسيوية 2014.
- برونزية سباق 400 متر تتابع في دورة الألعاب الآسيوية 2014.[7]
- ذهبية سباق 400 متر في الدوري الماسي العالمي لألعاب القوى 2013 في لقاء أوسلو.[8]
- المركز الثاني في سباق 400 متر في الدوري الماسي العالمي لألعاب القوى 2013 في لقاء روما.[9]
- ذهبية سباق 400 متر في بطولة آسيا لألعاب القوى 2011.
- فضية سباق 400 متر تتابع في بطولة آسيا لألعاب القوى 2011.
- ذهبية سباق 400 متر ضمن منافسات ألعاب القوى بدورة الألعاب العربية الثانية عشرة (2011).[10]
- ذهبية سباق 400 متر تتابع في دورة الألعاب الآسيوية 2010.
- برونزية سباق 400 متر في دورة الألعاب الآسيوية 2010.